# Mahmood Abdulrahman
Mahmood Abdulrehman, detto Ringo (Al Muharraq, 22 novembre 1984) è un calciatore bahreinita, centrocampista dell'Al-Muharraq.

## Carriera

### Club
Ha giocato nel campionato di casa, vestendo sempre la maglia dell'Al-Muharraq, club con il quale ha vinto 6 volte il campionato, in quello kuwaitiano (conquistato una volta) e in quello qatariota.

### Nazionale
Con la maglia della Nazionale ha esordito nel 2006 e ha collezionato, in 8 anni, 84 presenze e 2 convocazioni per la Coppa d'Asia.

## Palmarès

### Club

#### Competizioni nazionali
- Bahraini Premier League: 4

Al-Muharraq: 2005-2006, 2006-2007, 2007-2008, 2008-2009, 2014-2015
- Bahraini King's Cup: 7

Al-Muharraq: 2005, 2008, 2009, 2011, 2012, 2013, 2016
- Bahraini FA Cup: 3

Al-Muharraq: 2005, 2009, 2012
- Bahraini Crown Prince Cup: 4

Al-Muharraq: 2006, 2007, 2008, 2009
- Bahraini Super Cup: 2

Al-Muharraq: 2006, 2012
- Kuwait Crown Prince Cup: 1

Al-Qadisiya: 2009
- Kuwait Federation Cup: 1

Al-Qadisiya: 2008-2009
- Kuwait Super Cup: 1

Al-Qadisiya: 2009

#### Competizioni internazionali
- Coppa dell'AFC: 1

Al-Muharraq: 2008
- Coppa dei Campioni del Golfo: 1

Al-Muharraq: 2012